# 1937 no teatro

## Nascimentos
| Data            | Nome                       | Profissão                                                                                                   | Nacionalidade | Observações | Ref |
| --------------- | -------------------------- | --- | ------------- | ----------- | --- |
| 14 de janeiro   | Álvaro Apocalypse          | pintor, ilustrador, gravador, desenhista, diretor de teatro, cenógrafo, professor, museólogo e publicitário | Brasil        | m. 2003     |     |
| 11 de Fevereiro | Simone de Oliveira         | cantora e actriz                                                                                            | Portugal      |             |     |
| 30 de março     | José Celso Martinez Corrêa | diretor, ator, dramaturgo e encenador                                                                       | Brasil        |             |     |
| 19 de Junho     | Rui Mendes                 | actor e encenador                                                                                           | Portugal      |             |     |
| 13 de Agosto    | Ada de Castro              | actriz e fadista                                                                                            | Portugal      |             |     |
| 22 de Agosto    | Ary Toledo                 | humorista                                                                                                   | Brasil        |             |     |

## Mortes
| Data           | Nome                 | Profissão                         | Nacionalidade | Observações | Ref |
| -------------- | -------------------- | --------------------------------- | ------------- | ----------- | --- |
| 19 de Junho    | James Matthew Barrie | escritor, jornalista e dramaturgo | Escócia       | n. 1860     |     |
| 24 de novembro | Apolônia Pinto       | atriz                             | Brasil        | n. 1854     |     |